# Siarhiej Pryłucki
Siarhiej Pryłucki (ur. 1980 w Brześciu) – białoruski poeta i tłumacz z angielskiego, polskiego i ukraińskiego.
Od maja do lipca 2007 odbywał stypendium Homines Urbani w krakowskiej Willi Decjusza. W 2008 brał udział w IV Krakowskich Dniach Literatury.
Jest m.in. autorem tomu „Dziewięćdziesiąte forever”.